# اسپن باردسن
اسپن باردسن (انگلیسی: Espen Baardsen؛ زادهٔ ۷ دسامبر ۱۹۷۷) بازیکن سابق فوتبال اهل نروژ است.
وی در تیم ملی فوتبال نروژ ۴ بازی انجام داده است و عضو این تیم در جام جهانی فوتبال ۱۹۹۸ بوده است.